# Кайдацька (станція)
Кайда́цька — тупикова залізнична станція 2-го класу Дніпровської дирекції Придніпровської залізниці. Розташована на двоколійній електрифікованій постійним струмом лінії Дніпро-Головний — Кайдацька у Новокодацькому районі Дніпра та обслуговує підприємства: ПрАТ «Дніпровський металургійний завод», Дніпровський завод металоконструкцій, Дніпроелектромаш і до 2000-х років — вантажний річковий порт «Нові Кайдаки» (колію демонтовано). 
На станції відсутнє пасажирське та приміське сполучення. Оскільки станція вантажна, то тут є тільки великий пост ЕЦ, за стіною якого розташований величезний ПрАТ «Дніпровський металургійний завод».
Уздовж станції пролягає лінія трамвайного маршруту № 19, яка перетинається біля горловини станції.

## Історія
Станція відкрита 1884 року на правому березі річки Дніпро у розрахунку на перспективний розвиток тодішньої Кайдацької річкової пристані, з метою приймання і відправлення вантажів, що переходять з водного шляху на рейковий і зворотно. Проте, лівобережна Нижньодніпровська пристань виявилася комерційно вигіднішою і тому станція була переорієнтована на транспортне обслуговування тільки сусідніх промислових підприємств. Станція здобула свою назву від колишнього міського району Нові Кодаки, що виник на місці старовинного козацького поселення Нові Кодаки. Походження слова «кодак», до тепер остаточно не з'ясовано. За однією з версій, запропонованої краєзнавцем В. Фоменко, що це тюркське слово «куйдак» означає «бухта, захищене місце».
1885 року біля станції починається зведення Олександрівського металургійного заводу Брянського акціонерного товариства.
1887 року поблизу Кайдацької зводиться цементний завод.
1892 року до станції було перенесено з Кам'янського шпалопросочувальний завод Катерининської залізниці.
1895 року  поблизу станції побудований сталеварний завод  І. Я. Езау та Ко.